# Meleuzi járás
A Meleuzi járás (oroszul Мелеузовский район, baskír nyelven Мәләүез районы) Oroszország egyik járása a Baskír Köztársaságban.

A Meleuzi járás Baskírföldön

## Népesség
- 1970-ben 39 018 lakosa volt, melyből 11 139 baskír (28,5%), 3 965 tatár (10,2%).
- 1989-ben 26 509 lakosa volt, melyből 8 154 baskír (34,5%), 3 936 tatár (14,8%).
- 2002-ben 26 723 lakosa volt, melyből 10 948 baskír (40,97%), 10 840 orosz (40,56%), 3 111 tatár (11,64%), 672 csuvas.
- 2010-ben 27 159 lakosa volt, melyből 11 365 baskír (42,2%), 10 218 orosz (37,9%), 3 505 tatár (13%), 675 csuvas, 252 ukrán, 122 mordvin, 17 fehérorosz, 11 mari, 4 udmurt.

| Lakosok száma | 44 070 | 63 821 | 26 509 | 88 735 | 88 549 | 87 150 | 85 714 | 84 784 | 83 202 | 81 876 |
|               | 1939   | 1970   | 1989   | 2008   | 2010   | 2012   | 2014   | 2016   | 2018   | 2021   |